# Arthur Tapken

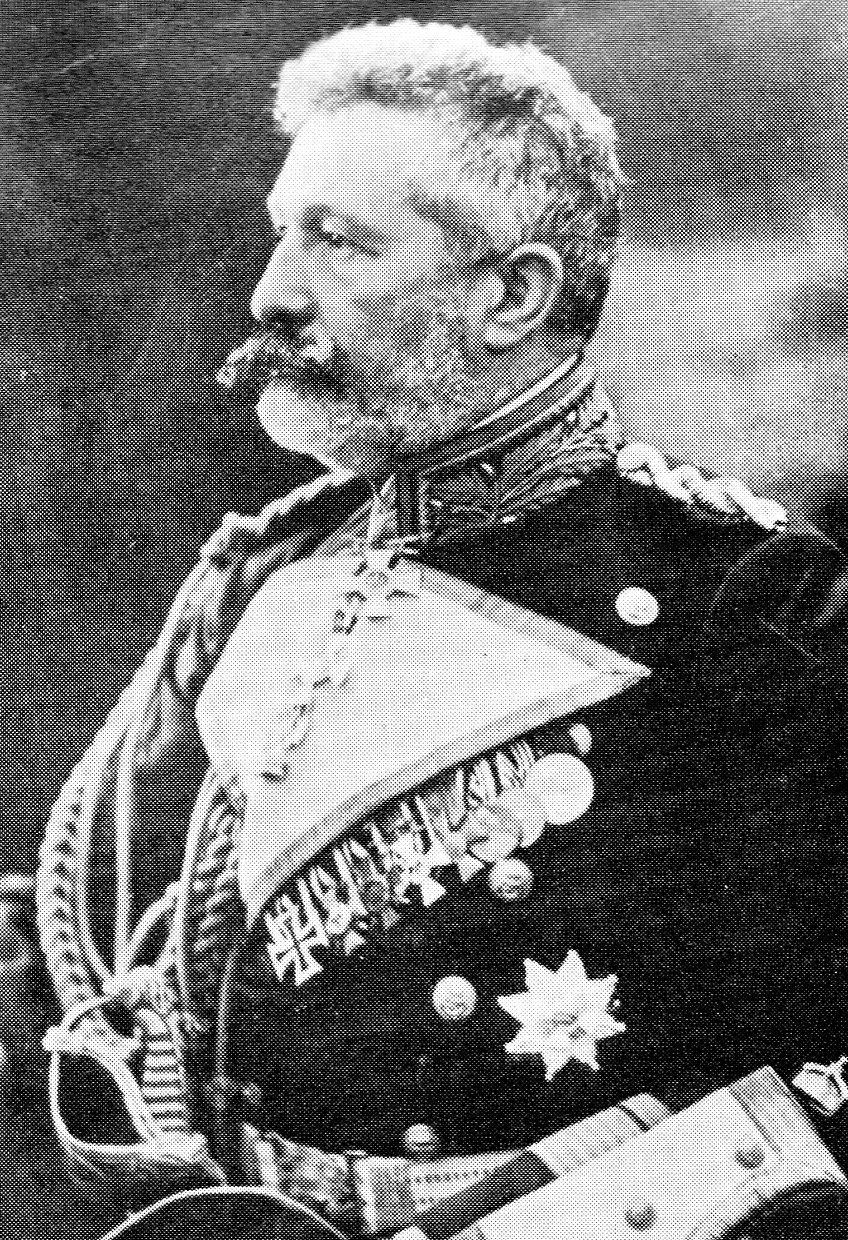
Vizeadmiral Arthur Tapken um 1917

Arthur Tapken (* 9. Februar 1864 Düsseldorf; † 27. Januar 1945) war ein deutscher Marineoffizier, Admiral und von 1909 bis 1914 Abteilungsleiter der Nachrichtenabteilung im kaiserlichen Admiralstab, dem Marinenachrichtendienst.

## Leben und berufliche Entwicklung
Über Herkunft und die Familie Arthur Tapkens liegen gegenwärtig keine Quellen vor. Am 16. April 1883 begann er als Kadett auf dem Schulschiff Niobe seine Marinelaufbahn. 1884 bis 1886 diente er auf der Elisabeth, 1886 auf der Stein. Am 17. April 1886 erfolgte die Beförderung zum Unterleutnant zur See. 1887/88 diente Tapken als Wachoffizier auf der Kreuzerkorvette Freya, 1888 bis 1890 auf der Leipzig, 1890/91 auf der Mars.

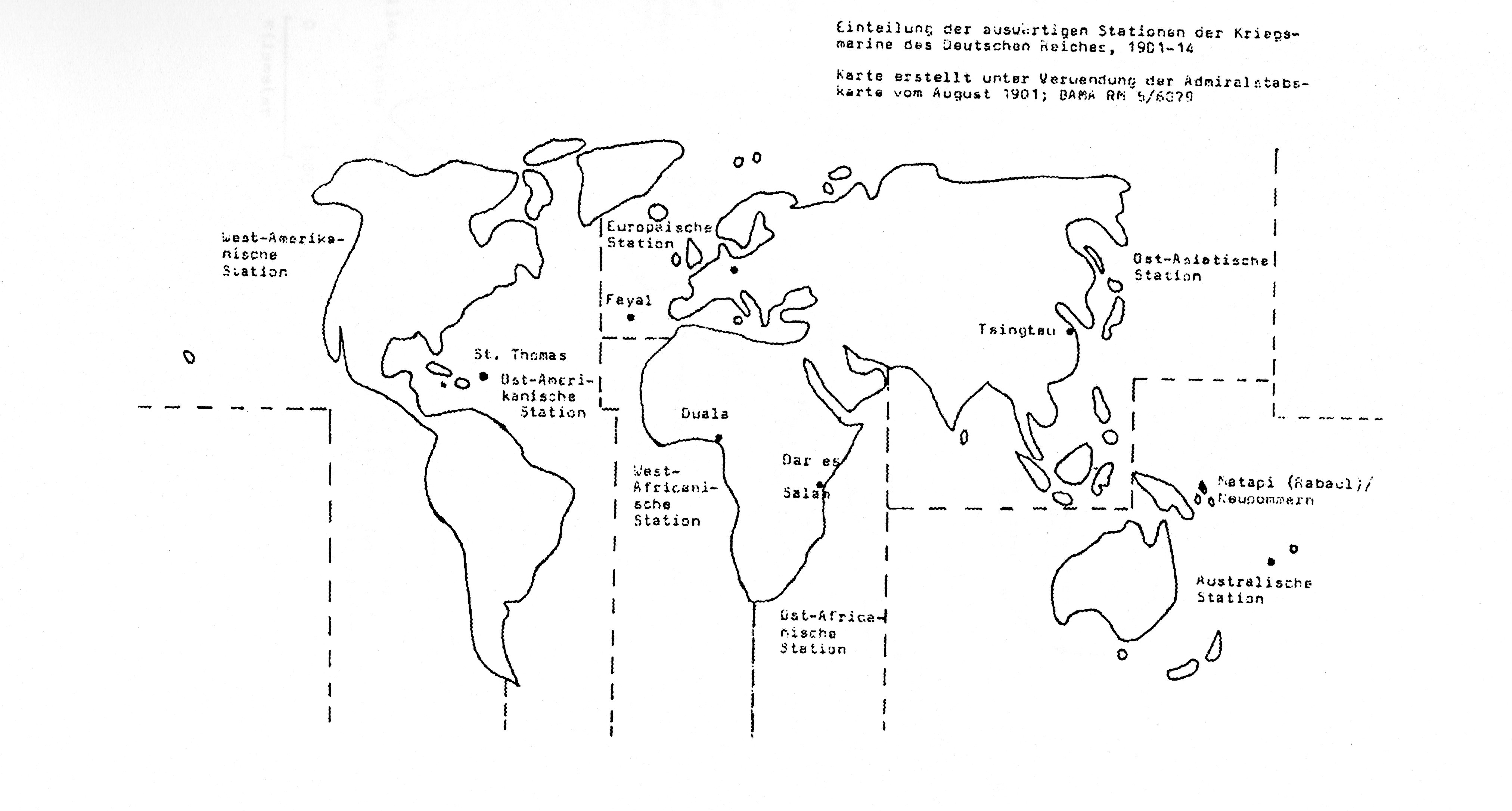
Karte der Auslandsstationen der Kaiserlichen Marine 1901–1914

1891 wurde Tapken Kommandant des Tenders Hay. 1891/92 war er Wachoffizier und Navigationsoffizier auf dem Kanonenboot Habicht und versah zeitweilig seinen Dienst auf der Westafrikanischen Station. Nach Landverwendungen diente er von 1895 bis 1897 auf dem Linienschiff Brandenburg erneut als Wach- und Navigationsoffizier.
Von 1897 bis 1900 fand Arthur Tapken Verwendung beim Oberkommando der Marine sowie im Admiralstab. Von 1900 bis 1902 diente er als Admiralstabsoffizier beim Kreuzergeschwader in Ostasien zur Sicherung der vom Reichsmarineamt verwalteten deutschen „Musterkolonie“ Kiautschou. Nach seiner Rückkehr aus Tsingtau wurde er Erster Offizier auf dem Linienschiff Wettin (1902/03). Von 1904 bis 1907 war er Dezernent im Admiralstab. 1907 bis 1909 hatte Tapken erneut Bordkommandos, so von 1907/08 als Kommandant des Kleinen Kreuzers Berlin. Die Berlin gehörte seit 1905 zu den „Aufklärungsschiffen“ der kaiserlichen Kriegsmarine und war vorrangig im Bereich der Ost- und der Nordsee eingesetzt. Ihre Aufgabe bestand in der Beobachtung und Dokumentation feindlicher Schiffsbewegungen sowie der Überwachung des Funkverkehrs ausländischer Schiffe. Daraufhin wechselte er 1908/09 als Kommandant auf den Panzerkreuzers Yorck. Dieser Panzerkreuzer war seit 1906 das Verbands-Flaggschiff des Befehlshabers der „Aufklärungsschiffe“. Am 30. März 1908 wurde er zum Kapitän zur See befördert.

## Chef der Nachrichtenabteilung
Am 1. Oktober 1909 wurde Arthur Tapken Abteilungsleiter der Nachrichtenabteilung des Admiralstabs. Die Dienststelle sowie ihr Leiter wurden intern als „N“ bezeichnet und war 1900 zuerst als so genanntes Nachrichtenbüro auf Initiative des Chefs des Admiralstabdes der kaiserlichen Marine Admiral Otto von Diederichs entstanden, der sich ständig im Konflikt um Mittelzuteilungen und den dringenden militärischen Informationsbedarf mit dem Staatssekretär im Reichsmarineamt Alfred von Tirpitz befand. Warum Tapken mit der Leitung der Dienststelle betraut wurde, ist unbekannt. Es liegt jedoch auf Grund seiner Entwicklung seit seiner Dienstzeit ab 1904 direkt im Admiralstab nahe, dass er schrittweise für die Aufgabenbereiche der nachrichtendienstlichen Informationsbeschaffung bei der Marine aufgebaut wurde. Da zu diesem Zeitpunkt bereits, neben Russland und Frankreich der Hauptgegner in Großbritannien ausgemacht worden war. Möglicherweise begünstigend kam noch der Umstand dazu, dass er fließend Englisch sprach und mit einer Engländerin verheiratet war. Die Aufgabenstellung der Nachrichtenabteilung des Admiralstabes bestand zu dieser Zeit in der nachrichtendienstlichen Beschaffung von Informationen über die Seestreitkräfte der potentiellen Gegner Deutschlands. Das waren vor allem Russland, Frankreich und, durch seine maritime Lage in besonderer Weise dann zunehmen, England. Darin war, neben dem Einsatz von geheimen Informanten in den Hafenstädten, auch die Zusammenarbeit mit den Marineattachés sowie die Kontrolle der über die Seegrenzen Deutschlands gehenden Kommunikationsmedien eingeschlossen. Zu diesem Zeitpunkt umfasste „N“ lediglich eine Handvoll Marineoffiziere. Die „N“ arbeitet zu dieser Zeit bereits eng mit der technisch beginnenden Funküberwachung auf See, sowie einem Chriffrebüro (Ch) für die Ver- und Entschlüsselung von Funksprüchen zusammen. Eine erste große Herausforderung in seinem Amt war 1910/1911 für Arthur Tapken das Pokern Deutschlands bis an den Rand eines möglichen Krieges in Marokko, der Plan „Panthersprung“ nach Agadir. Kurzfristigerweise mussten zu diesem politischen Ereignis auch eine Reihe von Informanten des Marinenachrichtendienstes zusätzlich nach Marokko herangeführt werden. Zu ihnen gehörte auch Armgaard Karl Graves (geb. 1882) der in Berlin durch Tapken angeworben und einen ersten Auftrag für Agadir erhielt.
Arthur Tapkens Versuche, in Großbritannien ein Agentennetz aufzubauen, wurde durch die in seiner Amtszeit knappen finanzielle Ressourcen stark behindert. Aber auch der Unwille des damaligen deutschen Marineattachés in London, Wilhelm Widenmann, der sich streubte, in nachrichtendienstliche Tätigkeiten involviert zu werden. waren schwierige Rahmenbedingungen. Anders verhielt sich in dieser Sache Carl Richard Gneist (1868–1939), der in der deutschen Gesandtschaft in den Niederlanden eingesetzt war und wegen seiner „zusätzlichen“ nachrichtendienstlichen Aktivitäten mehrfach abgemahnt wurde. Ab 1911 begann Tapken und an seiner Seite Gustav Steinhauer (1870–1930), der bereits spezialisiert war auf die Beobachtung der britischen Häfen, mit einer Intensivierung der nachrichtendienstlichen Tätigkeit in Richtung England. Darüber hinaus bestand die Aufgabenstellung des Marinenachrichtendienstes darin, an den wichtigsten Hafenplätzen der Welt, verdeckt arbeitende Verbindungsleute zu platzieren die in der Lage waren, an ihrem Einsatzort Informationen über die Kriegsmarinen anderer Länder zu beschaffen. Für den Kriegsfall waren sie mit einem versiegelten Umschlag ausgestattet, in dem Handlungsinstruktionen und ein Chiffre-Code für die verdeckte Nachrichtenübermittlung an den Admiralstab in Berlin enthalten waren. Zu diesem Personenkreis gehörten ab 1912 unter anderem die von Arthur Tapken ausgewählten und angeworbenen Personen wie Heinrich Wendt auf den Philippinen, Theodor Helfrich im Raum niederländisch-Indien, sein Bruder Emil Helfrich, Vincent Kraft (geb. 1888) in Singapur und der Konsul in Manila, Franz Karl Zitelmann (1872–1947). In die Amtszeit von Tapken fiel auch die durch Ludwig Schnitzer von Rotterdam aus seit Juli 1913 organisierte Nachrichtenbeschaffung über Schiffsbewegungen von England kommend für die Abt. „N“ des Admiralstabes.
Auf Grund des in den Generalstäben des kaiserlichen Heeres und der Marine geltenden Rotationsprinzips erfolgte Ende Februar 1914 die Ablösung Alfred Tapkens, inzwischen im Rang eines Admirals. Sein Nachfolger als Chef des Marinenachrichtendienstes wurde am 1. März 1914 Walter Isendahl (1872–1945).

## Erster Weltkrieg

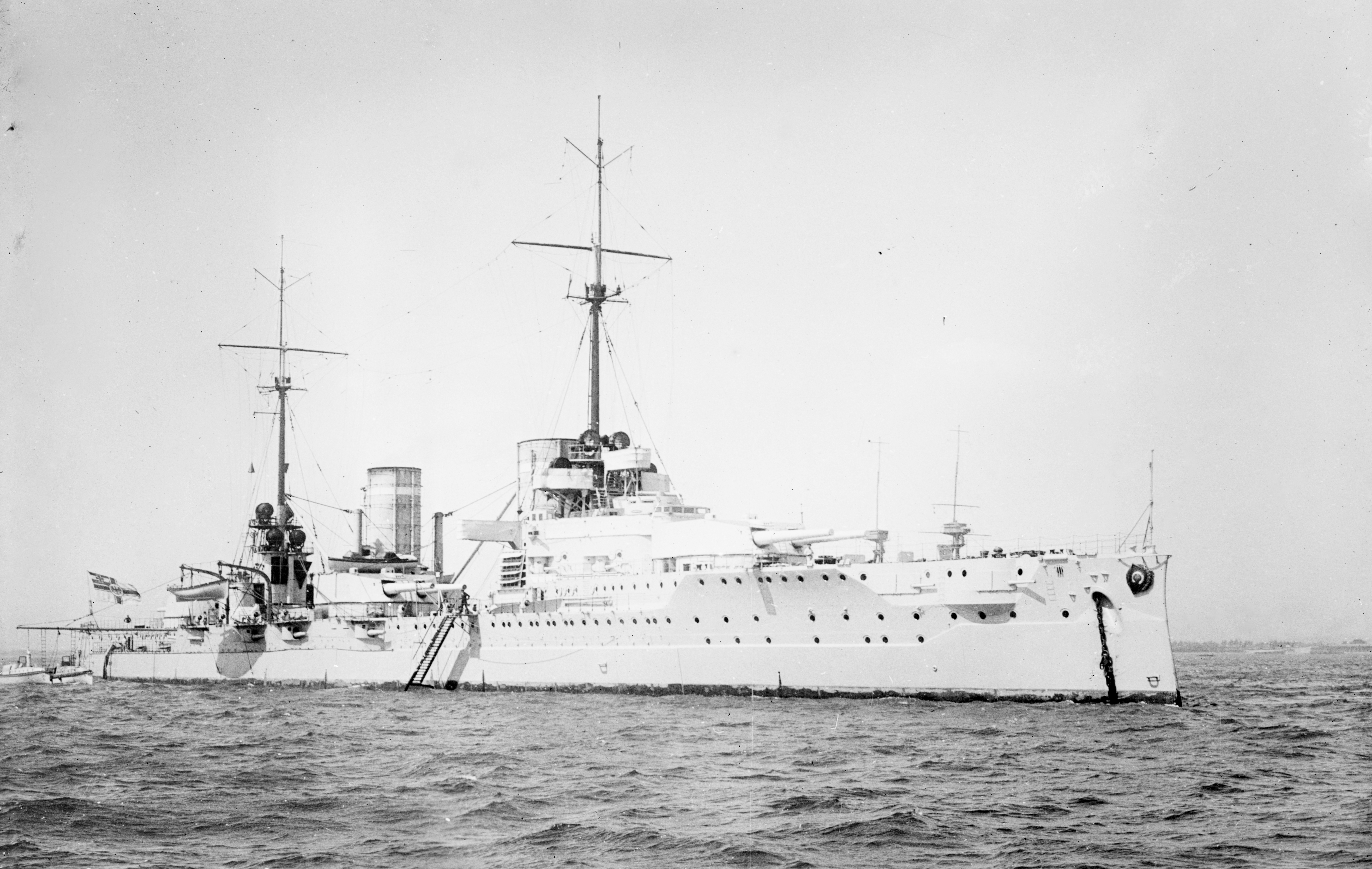
SMS von der Tann

Zum 1. März 1914 wechselte Arthur Tapken in die Position eines III. Admiral der Aufklärungsschiffe. Sein Flaggschiff war der Schlachtkreuzer Von der Tann. Am 22. März erfolgte seine Beförderung zum Konteradmiral. Als III. Admiral oblag Tapken im Kriegsfall die seeseitige Sicherung der Deutschen Bucht. An Bord der Von der Tann nahm Tapken offenbar auch an der Beschießung von Great Yarmouth am 2./3. November 1914, von Raid auf Scarborough, Hartlepool und Whitby am 15./16. Dezember des Jahres teil. Der Dienstposten des III. Admirals wurde am 25. Dezember 1914 aufgelöst und Tapken am folgenden Tag zum Stabschef der Marinestation der Ostsee ernannt. Im Oktober/November 1915 war er kurzfristig zur Verfügung des Chefs der Marinestation, dem Admiral Gustav Bachmann (1860–1949), gestellt worden. Von März 1916 bis Juni 1917 war er Festungskommandant von Kiel.
Am 25. September 1917 wurde Tapken im Alter von 53 Jahren mit dem Charakter eines Vizeadmirals verabschiedet. Über eine weitere berufliche oder anderweitige Tätigkeit z. B. als Autor ist nichts bekannt.
Er verstarb am 27. Januar 1945 im Alter von 80 Jahren.

## Auszeichnungen
- Eisernes Kreuz, 2. Klasse (1914)
- Roter Adlerorden, 3. Klasse mit der Krone[6]
- Roter Adlerorden, 4. Klasse mit Schwertern
- Königlicher Kronen-Orden (Preußen), 3. Klasse mit Schwertern am Ring
- Königlicher Kronen-Orden (Preußen), 4. Klasse mit Schwertern
- Dienstauszeichnungskreuz
- Order of St Michael and St George, Honorary Companion (CMG, 1902)[7]
- Sankt-Stanislaus-Orden, 2. Klasse mit Schwertern